# 邢懋順
邢懋順（1559年—17世紀），字祥卿，號箴抑，湖廣黃州府蘄州黃梅縣人，軍籍，明朝政治人物。

## 生平
邢懋順是萬曆十三年（1585年）乙酉科湖廣鄉試第二十一名舉人，二十三年（1595年）中式乙未科會試第四十八名，三甲第七十三名進士。吏部觀政，本年八月授河間府推官，二十八年（1600年）八月升刑部四川司主事，升員外郎，制止追求名利和賄賂的行徑，寫下《知爾篇》自勵，又釋放含冤入獄的數十人。他死後家人貧窮無法殮葬，首輔葉向高為他寫下輓詩，有「祥卿不愧真清吏」的讚譽。

## 家族
曾祖邢纓，雲南按察司副使；祖父邢寰，南昌府知府；父邢璧，政和縣知縣。母陳氏（贈孺人）。兄邢懋祖（監生）、邢懋宗（庠生）、邢懋敬（萬曆十四年進士，國子監助教）、邢懋功（廩生）、邢懋忠，弟邢懋學（萬曆十三年舉人）、邢懋才（廩生）、邢懋修（庠生）、邢懋顒（廩生）、邢懋政。妻汪氏（封孺人）。子邢之龍、邢之麟、邢之驥、邢之鵾、邢之鵬。

## 引用
1. 1 2  光緒《黃梅縣志·卷二十四·宦績》：邢懋順，字祥卿，萬厯乙酉舉人，乙未進士，累官刑部員外郎。抑奔競、止苞苴，著《知爾篇》自勵。會錄囚一時，平反得活者數十餘人。歿後貧無以殮，葉相國向高輓詩，有「祥卿不愧真清吏」之句。
2. ↑  《萬曆二十三年乙未科進士同年序齒錄》：邢懋順，字祥卿，號箴抑，行二，己未九月二十四日生。治诗经，湖廣黄州府黄梅县人。
3. ↑  《萬曆二十三年乙未科進士履歷》：邢懋順。三代進士，竟不載履歷。且查前幅接上，竟無此人，得無管殿试。